# Krawędź Romanche

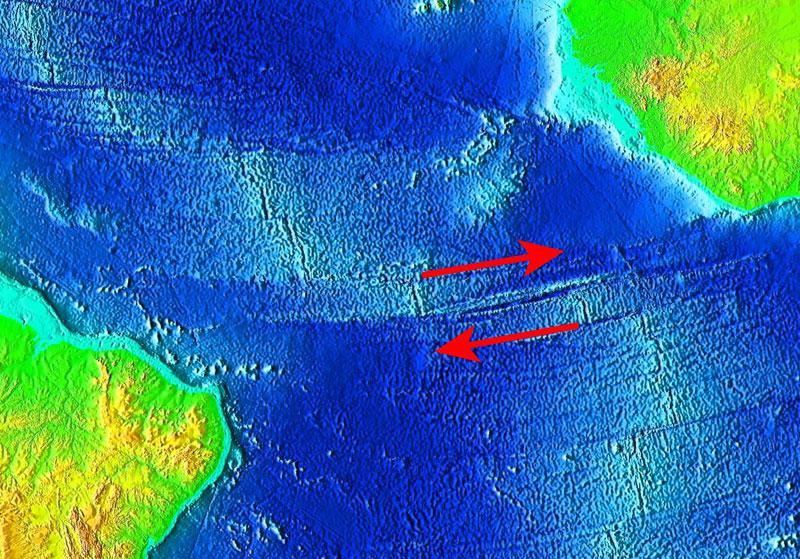
Mapa położenia Krawędzi Romanche

Głębia Romanche, Krawędź Romanche (ang. Romanche Furrow, Romanche Gap) – trzeci pod względem głębokości rów Oceanu Atlantyckiego o przebiegu równoleżnikowym, dzielący Grzbiet Śródatlantycki na dwie części, Grzbiet Północnoatlantycki i Południowoatlantycki. Znajduje się tuż na południe od równika, w najwęższym miejscu Oceanu Atlantyckiego, pomiędzy zachodnią Afryką i Brazylią, rozciągając się na dystansie od 2°N do 2°S i 16°W do 20°W.
Jest trzecią głębią Oceanu Atlantyckiego, po Rowie Portorykańskim i Rowie Sandwichu Południowego. Ma 7.760 m głębokości, 300 km długości i 19 km szerokości.
Oddziela Grzbiet Północnoatlantycki i Basen Sierra Leone na północy od Basenu Angolskiego, Grzbietu Południowoatlantyckiego i Basenu Brazylijskiego na południu.
Od typowych rowów oceanicznych różni się tym, że powstał w strefie uskoku transformacyjnego. Uskok Romanche spowodował rozsunięcie obu części Grzbietu Śródatlantyckiego wraz z doliną ryftową i strefą spreadingu na odległość 300 km. Poza obszarem aktywnego uskoku znajduje się strefa spękań Romanche (ang. Romanche Fracture Zone).
Głębia Romanche umożliwia cyrkulację przydennych wód z zachodniej do wschodniej części Atlantyku. Poprzez nią przepływa z zachodu na wschód ok. 3,6×106 m³/s wody o temperaturze 1,57 °C. Prąd przydenny płynie w kierunku przeciwnym niż powierzchniowy.